# Киднеппинг (фильм)
«Кидне́ппинг» (белор. Кіднэпінг) — российско-белорусская криминальная драма 2003 года.

## Сюжет
Молодые люди похищают дочку руководителя рекламной компании и требуют за неё выкуп в размере 1 000 000 долларов. У них не было никакого первоначального плана, и они даже предположить не могли, во что они ввяжутся. Теперь никто не может предсказать, чем всё это закончится.

## В ролях
| Актёр                 | Роль                           |
| --------------------- | ------------------------------ |
| Илья Шакунов          | Павел, брат Арины, врач-хирург |
| Игорь Бочкин          | Андрей Николаевич, отец Кати   |
| Елена Родак-Шкуратова | Катя                           |
| Сергей Власов         | оперативник                    |
| Инна Дубок            | мать Павла                     |
| Татьяна Исаева        | Арина                          |
| Анатолий Кот          | «Омлет»                        |
| Гоша Куценко          | «Ёж»                           |
| Анна Легчилова        | Юля, мать Кати                 |
| Алеся Лесникова       | девушка на кастинге            |
| Александр Лыков       | Олег                           |

## Критика
Кирилл Алёхин в апрельском номере Бизнес-журнала за 2003 год оценил этот фильм как достаточно типичный, проходной «лубочный» триллер с «коррумпированными ментами», в котором «видимо-невидимо трупов и немотивированного насилия». Он характеризовал фильм как пресный и незапоминающийся, привлекательный для зрителя только участием Гоши Куценко, который, впрочем, по его словам по сути исполняет роль статиста, не важную для сюжета.